# Cercle linguistique de Copenhague
Le cercle linguistique de Copenhague est un groupe de grammairiens qui, autour de Louis Hjelmslev (1899–1965) et de Viggo Brøndal (1887–1942), se sont consacrés à l'étude de la linguistique. Au milieu du XXe siècle, il s'est imposé comme l'un des foyers du structuralisme en linguistique, aux côtés de l'École de Genève et de l'École de Prague. A. Greimas l'a fait connaître en France. Au tournant des années 2000, ce mouvement s'est détourné du structuralisme strict au profit du fonctionnalisme ; mais la grammaire fonctionnelle danoise conserve bien des idées des pères du Cercle de Copenhague.

## Histoire
Le cercle linguistique de Copenhague s'est constitué autour de Louis Hjelmslev et de sa théorie du langage, la glossématique. Avec Viggo Brøndal, dont pourtant il ne partageait pas toutes les idées, Hjelmslev a constitué un collectif symétrique du cercle linguistique de Prague, légèrement antérieur. L'approche de Hjelmslev du langage, plus formelle, attirait de jeunes chercheurs (H. J. Uldall et E. Fischer-Jørgensen) désireux de s'appuyer sur ses catégories pour classer les données statistiques issues de la logométrie. 
Hjelmslev cherchait à analyser la communication comme un système, et cela passait par l'élaboration d'une terminologie précise permettant de désigner sans ambiguïté les éléments du discours et leurs relations mutuelles. C'est ainsi qu'il constitua la « Glossématique », décrite dans ses deux essais pionniers : Prolégomènes à une théorie du langage et Résumé d'une théorie du langage ; pourtant, à sa mort (1965), ces théories n'étaient encore qu'un programme, et ses disciples prirent leur distance avec le cercle linguistique de Copenhague lequel, du reste, avait perdu son unité scientifique. 
En 1989, quelques chercheurs du Cercle de Copenhague (Peter Harder, Elisabeth Engberg-Petersen, Frans Gregersen, Una Canger et Michael Fortescue), inspirés par les succès de la linguistique cognitive et les théories fonctionnalistes de Simon C. Dik, se sont regroupés au sein du mouvement des « Grammairiens danois » (Dansk Funktionel Grammatik), visant à régénérer les idées de Hjelmslev, Brøndal, Paul Diderichsen et Otto Jespersen par l'approche fonctionnaliste.

## Le mouvement glossématiste
Brøndal estimait qu'il fallait distinguer les qualités formelles d'un système de sa substance. Hjelmslev, pour caractériser précisément cette dualité que Saussure reconnaissait au « signe linguistique », créa la glossématique. Sa linguistique, formulée avec l'assistance de son étudiant Hans-Jørgen Uldall (1907-1957), propose un cadre rationnel pour distinguer l'expression (phonétique et grammaire) du contenu (sémantique) du langage. Hjelmslev considérait d'ailleurs que le langage n'est pas l'unique vecteur de communication (cf. par exemple la langue des signes) : aussi recherchait-il une théorie générale des signes de communication, qu'il désignait comme sémiotique ou sémiologie.
Plus que l’École de Genève ou celle de Prague, le mouvement de Copenhague, par son souci de combiner logique et grammaire, s'est attaché à l'héritage conceptuel de Saussure, quoiqu'il l'ait nourri de traditions philologiques antérieures : Hjelmslev a notamment repris à son compte l'interprétation psychologique du signe linguistique, et a étendu son application au-delà du langage articulé ; mais le Cercle de Copenhague s'est intéressé davantage à la langue qu'à la parole, en tant qu'elle est une forme et non une substance.
Les principales idées de l’École de Copenhague se résument ainsi :
- Tout langage est à la fois un ensemble d'idées et d'expressions (signifié et signifiant).
- Tout langage est à la fois une succession (d'où les relations syntagmatiques) et un système.
- Le contenu et l'expression, dans un langage, sont à un moment indissolublement liés.
- Il existe des relations déterminées entre la succession et le système.
- Il n'y a pas de lien biunivoque entre idées et expressions, mais il est possible de reconnaître des composantes dans les signes.